# Agatha Raisin e la giardiniera invasata
Agatha Raisin e la giardiniera invasata è il terzo romanzo giallo di Marion Chesney, scritto con lo pseudonimo di M. C. Beaton.

## Trama
Dopo un periodo di vacanze, Agatha torna a Carsely e rimane scioccata nello scoprire che una nuova donna si è intrufolata nella vita del suo attraente vicino James. La bellissima, e quasi sempre vestita di verde, Mary Fortune le è superiore in ogni cosa, soprattutto nel giardinaggio. Con l'imminente Giornata dei Giardini Aperti di Carsely, Agatha si sente profondamente inadeguata e quindi inizia a dedicare il suo tempo al proprio giardino, prevedibilmente con scarsi risultati. Però il villaggio non è più tranquillo e iniziano a succedere cose strane: alcuni giardini vengono devastati, i pesciolini rossi del vecchio Bernard Spott vengono uccisi, e la nuova arrivata si comporta davvero in modo bizzarro, quasi un po' crudele. Agatha, irritabile, gelosa, e convinta che le donne non invecchino con grazia, è la persona giusta per scoprire se la bella Mary è davvero quel che sembra. Ma scoprirà, insieme a James, che qualcuno ha deciso di "piantare" Mary a testa in giù in un grande vaso. Chi è stato? E perché? I due inizieranno a scavare nella sporcizia che avvolge le radici dei segreti del villaggio per trovare la verità.

## Personaggi
- Agatha Raisin: protagonista e voce narrante
- James Lancey: colonnello in pensione e vicino di Agatha
- Bill Wong: detective della polizia e amico
- Mrs Margaret Bloxby: moglie del pastore
- Roy Silver: ex collega di lavoro della società di pubbliche relazioni di cui Agatha era proprietaria
- Doris Simpson: la signora delle pulizie
- Il pastore Alf Bloxby: vicario di Carsely
- Mary Fortune: giovane divorziata appena arrivata al villaggio

## Edizioni
- M. C. Beaton, Agatha Raisin e la giardiniera invasata, traduzione di Marina Morpurgo, Astoria Edizioni, 2011,  p. 224, ISBN 978-88-96919-14-9.